# Centrale examencommissie vaststelling opgaven
De CEVO (Centrale Examencommissie Vaststelling Opgaven), voorheen Commissie Vaststelling Opgaven (CVO) was de Nederlandse examencommissie.
Eind 2009 is de CEVO opgegaan in het College voor Toetsen en Examens.
De CEVO was het regelende orgaan rond de examens. Ze zorgde voor het maken en publiceren van bijvoorbeeld het examenrooster, hulpmiddelen en regels voor de beoordeling van het examen. De CEVO stelde jaarlijks na afloop van het examen de definitieve normering vast en coördineerde het totale werk rond de examens.

## Missers
In 2009 werd door de CEVO een vraag uit het havo-eindexamen Nederlands geschrapt. Dit was niet de eerste keer dat de CEVO een fout maakte in het examen. In het vwo-examen geschiedenis werd een vraag over de Noordse Oorlog geschrapt, omdat deze vraag niet bij de leerstof hoorde. In 2007 had de CEVO ook al een fout gemaakt op politiek gebied. In het vmbo-examen maatschappijleer werd een negatief citaat over orgaandonatie geplaatst. Dit citaat zou afkomstig zijn van de SGP. De partij zou hebben opgemerkt dat God het menselijk lichaam niet gemaakt heeft om het te verknippen voor andere mensen. Het citaat was later nergens terug te vinden. De CEVO bood de SGP haar excuses aan. Omdat het citaat pas een maand na de examens werd opgemerkt, werd er geen vraag uit het examen geschrapt.